# Tour des Flandres 1995
La 79e édition du Tour des Flandres a eu lieu le 2 avril 1995 et a été remportée en solitaire par le Belge Johan Museeuw.
La course disputée sur un parcours de 261 kilomètres est l'une des manches de la Coupe du monde de cyclisme sur route 1995.

## Classement
| #  | Coureur             | Équipe                        |    | Temps           |
| -- | ------------------- | ----------------------------- | -- | --------------- |
| 1  | Johan Museeuw       | Mapei-GB                      | en | 6 h 36 min 24 s |
| 2  | Fabio Baldato       | MG Maglificio-Technogym       |    | 1 min 27 s      |
| 3  | Andreï Tchmil       | Lotto-Isoglass                |    | 1 min 27 s      |
| 4  | Claudio Chiappucci  | Carrera-Tassoni               |    | 2 min 03 s      |
| 5  | Gianluca Bortolami  | Mapei-GB                      |    | 2 min 03 s      |
| 6  | Jesper Skibby       | TVM-Polis Direct              |    | 2 min 03 s      |
| 7  | Michele Bartoli     | Mercatone Uno-Saeco-Magniflex |    | 2 min 05 s      |
| 8  | Viatcheslav Ekimov  | Novell Software-Decca         |    | 3 min 25 s      |
| 9  | Maximilian Sciandri | MG Maglificio-Technogym       |    | 3 min 25 s      |
| 10 | Franco Ballerini    | Mapei-GB                      |    | 3 min 28 s      |